# Israel Folau

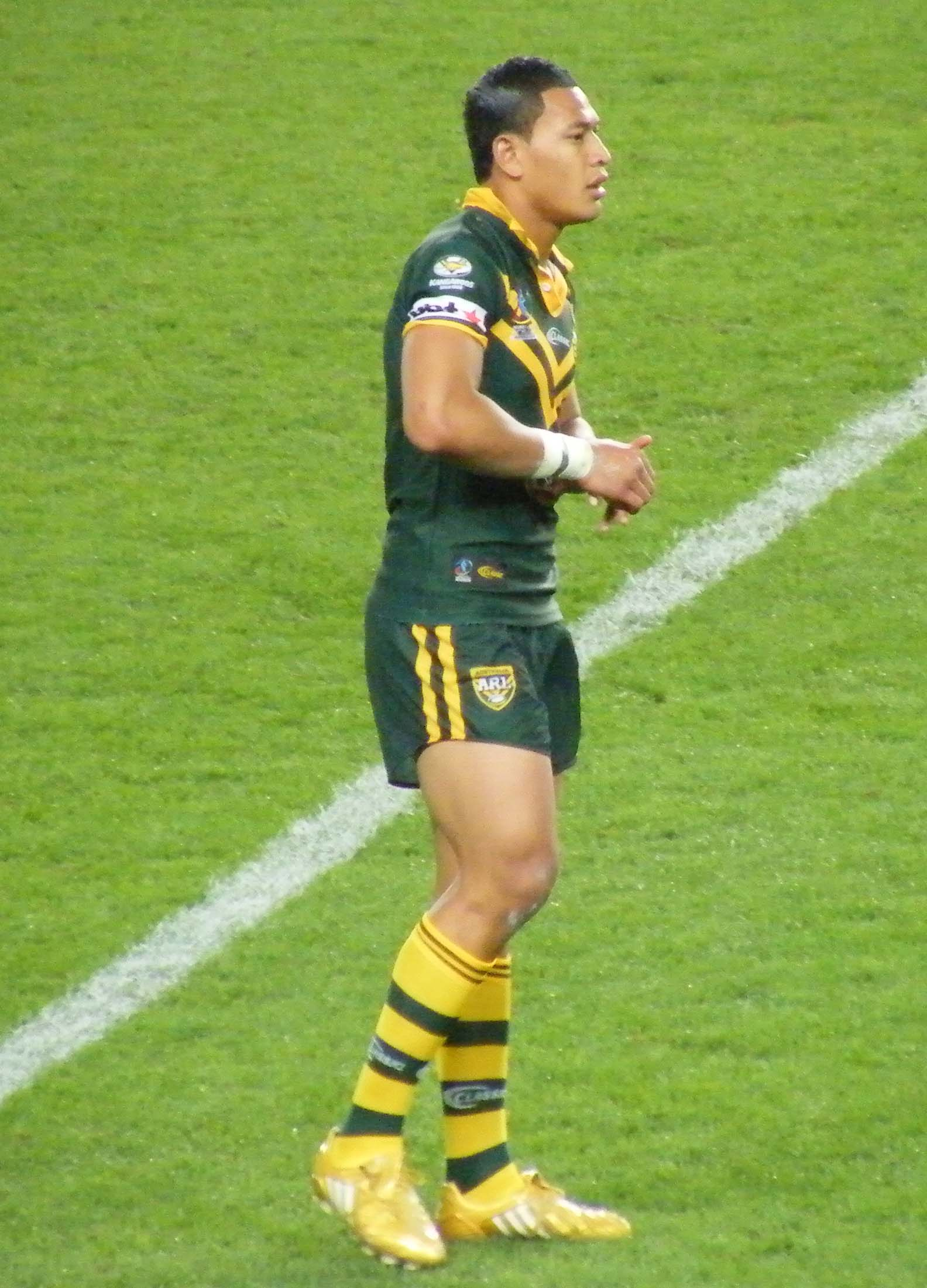
Folau w barwach Kangaroos podczas meczu Pucharu Świata w 2008 roku

Israel Folau (ur. 3 kwietnia 1989 r. w Minto) – australijski rugbysta (w odmianie 13- i 15-osobowej) oraz były gracz futbolu australijskiego tongijskiego pochodzenia. Reprezentant Australii w obu odmianach rugby, srebrny medalista Pucharu Świata „trzynastek” w 2008 i „piętnastek” w 2015 roku.

## Początki
Folau, pod imieniem Isileli, urodził się i wychowywał w Minto, na południowo-zachodnich przedmieściach Sydney w tongijskiej mormońskiej rodzinie. W młodości uczęszczał do Sarah Redfern Public School oraz Westfields Sports High School w Fairfield West, grając również w rugby league w juniorskiej drużynie Minto Cobras. W 2004 roku wraz z rodziną przeniósł się do Brisbane, gdzie chodził do Marsden State High School. W tym samym czasie przez kilka sezonów trenował w zespole Goodna Eagles, zaś ponadprzeciętne umiejętności zaowocowały powołaniami do reprezentacji stanu Queensland w kategoriach U-15 i U-17.
Dobre występy Folau podczas ogólnokrajowych zawodów przykuły uwagę skautów Melbourne Storm, którzy sprowadzili go do młodzieżowego klubu-filii Norths Devils. W wieku zaledwie 16 lat trafił do reprezentacji Queensland do lat 19, co uczyniło go najmłodszym zawodnikiem, który tego dokonał. W 2006 roku wraz z reprezentacją do lat 18 udał się na europejskie tournée, podczas którego został wybrany najlepszym zawodnikiem formacji obrony (backs).

## Rugby league

### Melbourne Storm
Postawa Folau w rozgrywkach młodzieżowych wkrótce dała efekt w postaci kontraktu z klubem macierzystym – Melbourne Storm. W dniu debiutu w National Rugby League, 16 marca 2007 roku, nadal nie miał ukończonych 18 lat, co – ponownie – oznaczało, że był najmłodszym zawodnikiem w historii Storms. W sezonie 2007, który zakończył się tryumfem Storms w wielkim finale, Folau występował początkowo jako skrzydłowy, a następnie jako środkowy. Zagrał we wszystkich 27 spotkaniach swojego zespołu, zdobywając w nich 21 przyłożeń (jedno w debiucie). Ten imponujący rezultat pozwolił na pobicie rekordu liczby przyłożeń zdobytych w przeciągu sezonu przez zawodnika Storms oraz rekordu największej liczby przyłożeń zdobytych w debiutanckim sezonie NRL. Zdobył też tytuły najlepszego debiutanta (nagroda Dally M, przyznawana przez NRL, oraz nagroda światowej federacji RLIF) oraz kilka innych wyróżnień. W październiku tego samego roku zadebiutował w drużynie Kangaroos, reprezentacji Australii w rugby league. Miał wówczas 18 lat i 194 dni, czym raz jeszcze pobił dotychczasowy rekord. W debiucie przeciw Nowej Zelandii zdobył dwa przyłożenia.
Kolejny sezon klubowy okazał się być mniej udany dla australijskiego środkowego i jego Melbourne Storms, którzy co prawda dotarli do finału, lecz w nim ulegli Manly Warringah Sea Eagles aż 0:40. Sam Folau w 25 meczach uzyskał 15 przyłożeń. Otrzymał także powołanie do reprezentacji stanu Queensland na trzymeczowy pojedynek z Nową Południową Walią, znany pod nazwą State of Origin. Drużyna Maroons zwyciężyła w tej rywalizacji w stosunku 2:1, a Folau zdobył w jej trakcie cztery przyłożenia. Po zakończeniu rozgrywek klubowych Izzy został uhonorowany tytułem środkowego roku (nagrody Dally M i RLIF) oraz powtórnie debiutanta roku RILF. Zwieńczeniem sezonu było powołanie do reprezentacji Australii na rozgrywany w kraju Puchar Świata. W pierwszym meczu przeciwko nowozelandzkim Kiwis Folau dwukrotnie zdołał przyłożyć piłkę w polu punktowym przeciwnika. Kangaroos bez większych problemów awansowali do wielkiego finału, w którym ponownie mierzyli się – i niespodziewanie przegrali – z reprezentacją Nowej Zelandii.

### Brisbane Broncos
Przed kolejnym sezonem NRL Folau przeniósł się do Brisbane, do zespołu Broncos, gdzie podpisał dwuletni kontrakt z możliwością przedłużenia o kolejne dwa lata. Broncos, także dzięki 17 przyłożeniom Izzy′ego, zajęli 6. miejsce po sezonie zasadniczym, a w fazie pucharowej dotarli do poprzedzającego finał repasażu. Na szczególną uwagę zasługują cztery przyłożenia zdobyte w maju w pojedynku z Gold Coast Titans. Folau otrzymał również powołanie do drużyny stanu Queensland (rozegrał dwa mecze) oraz reprezentacji.
W kolejnym roku Izzy utrzymał wysoką formę, zdobywając 20 przyłożeń w 20 meczach. Nie przełozyło się to jednak na sukces drużynowy i Broncos zajęli rozczarowujące 10. miejsce, które nie dawało prawa do udziału w fazie pucharowej. Dodatkowo cień na ocenę Folau rzuciła ogłoszona 1 czerwca decyzja o zmianie dyscypliny. Pomimo tego, rozegrał jeszcze trzy mecze w barwach Queensland w rozgrywkach State of Origin (zdobył dwa przyłożenia; pierwszy mecz rozegrano przed ogłoszeniem przez Folau ostatecznej decyzji co do swoich dalszych występów). Niemniej krajowa federacja Australian Rugby League pominęła go w powołaniach na Puchar Czterech Narodów (m.in. mecz Kangaroos z Papuą-Nową Gwineą), jak również sprzeciwiła się jego udziałowi w spotkaniu Tonga – Samoa w roli zawodnika, czy choćby członka ekipy Tonga.

## Futbol australijski

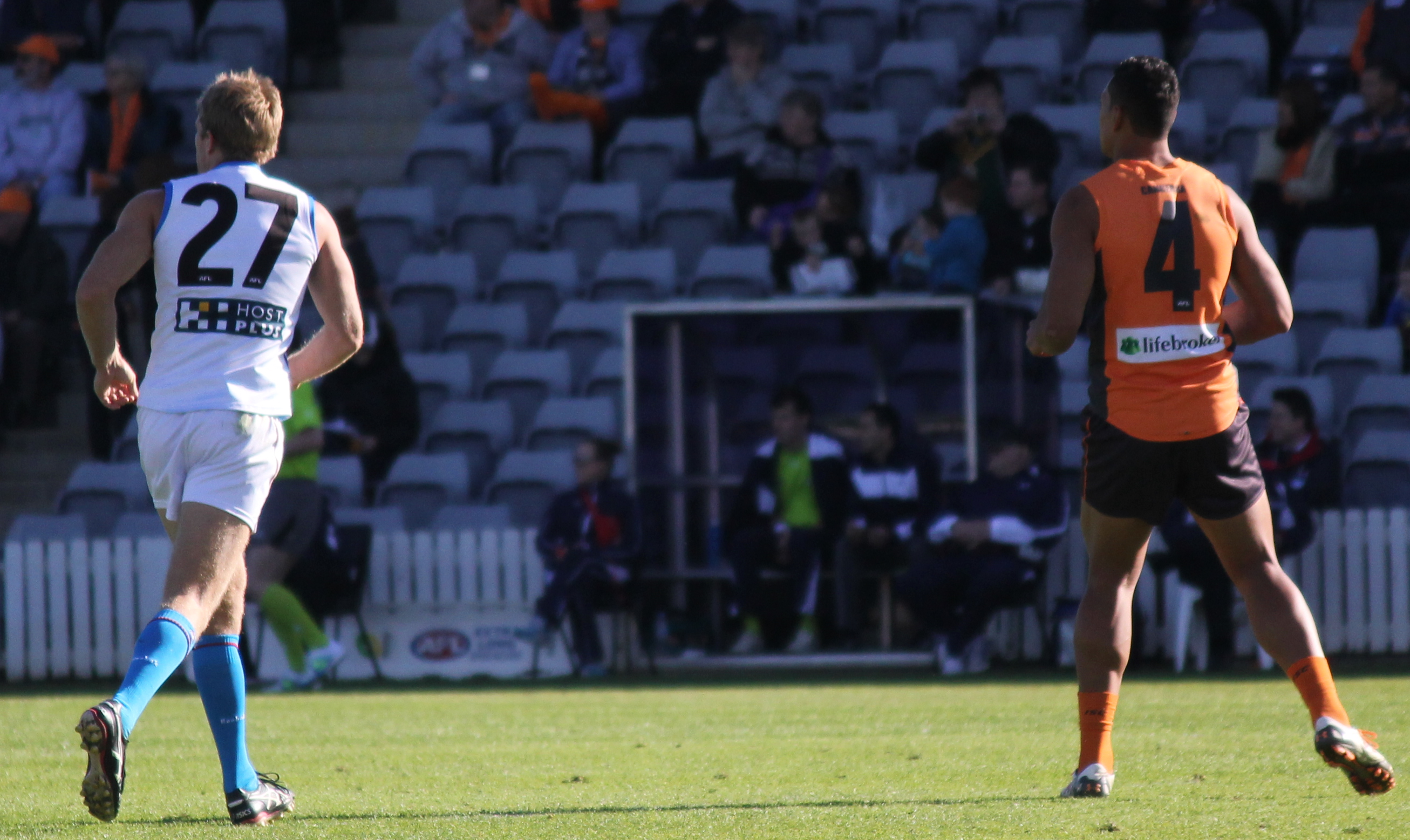
Folau (w pomarańczowej koszulce) podczas meczu AFL pomiędzy GWS Giants i Gold Coast Suns

Wobec zbliżającego się do końca kontraktu Folau z Broncos, w 2010 roku pojawiły się spekulacje medialne dotyczące jego sportowej przyszłości. Informowano, oprócz możliwości pozostania zawodnika w ekipie Broncos, o zainteresowaniu drużyny rugby union Melbourne Rebels z ligi Super Rugby oraz Greater Western Sydney Giants, klubu futbolu australijskiego. 1 czerwca do publicznej informacji podano, że Folau podpisał kilkuletni kontrakt z drużyną GWS Giants – według różnych informacji był to opiewający na 3 miliony dolarów australijskich trzyletni kontrakt, czy nawet umowa obowiązująca 4 lata i warta 6 milionów dolarów.
Jako że Giants do elitarnej AFL mieli dołączyć dopiero w sezonie 2012, pierwszy rok w drużynie z Sydney Folau mógł poświęcić na poznanie niuansów nowej dyscypliny. W 16 meczach North East Australian Football League (drugiego poziomu ligowego) Izzy zdołał strzelić 31 goli (major scores).
Debiutancki sezon Giants na najwyższym szczeblu rozgrywek okazał się być niezwykle trudny zarówno dla drużyny (wygrała zaledwie 2 z 22 meczów), jak i dla samego Folau. Były rugbysta wystąpił w 13 meczach swojej drużyny, jednak zdołał w nich zdobyć zaledwie 2 gole i 8 behinds. Swoimi występami nie potrafił sprostać wymaganiom stawianym przed wartym milion dolarów rocznie zawodnikiem – m.in. nie był w stanie wytrzymać kluczowego futbolu australijskim nieustannego biegania.
W listopadzie 2012 roku Folau ogłosił, że rezygnuje z gry w futbol australijski. Choć jego występy w tej dyscyplinie okazały się sportową porażką, to jednak dostrzeżono pozytywne efekty jego dwuletniej obecności w zespole GWS Giants na płaszczyźnie marketingowej.

## Rugby union

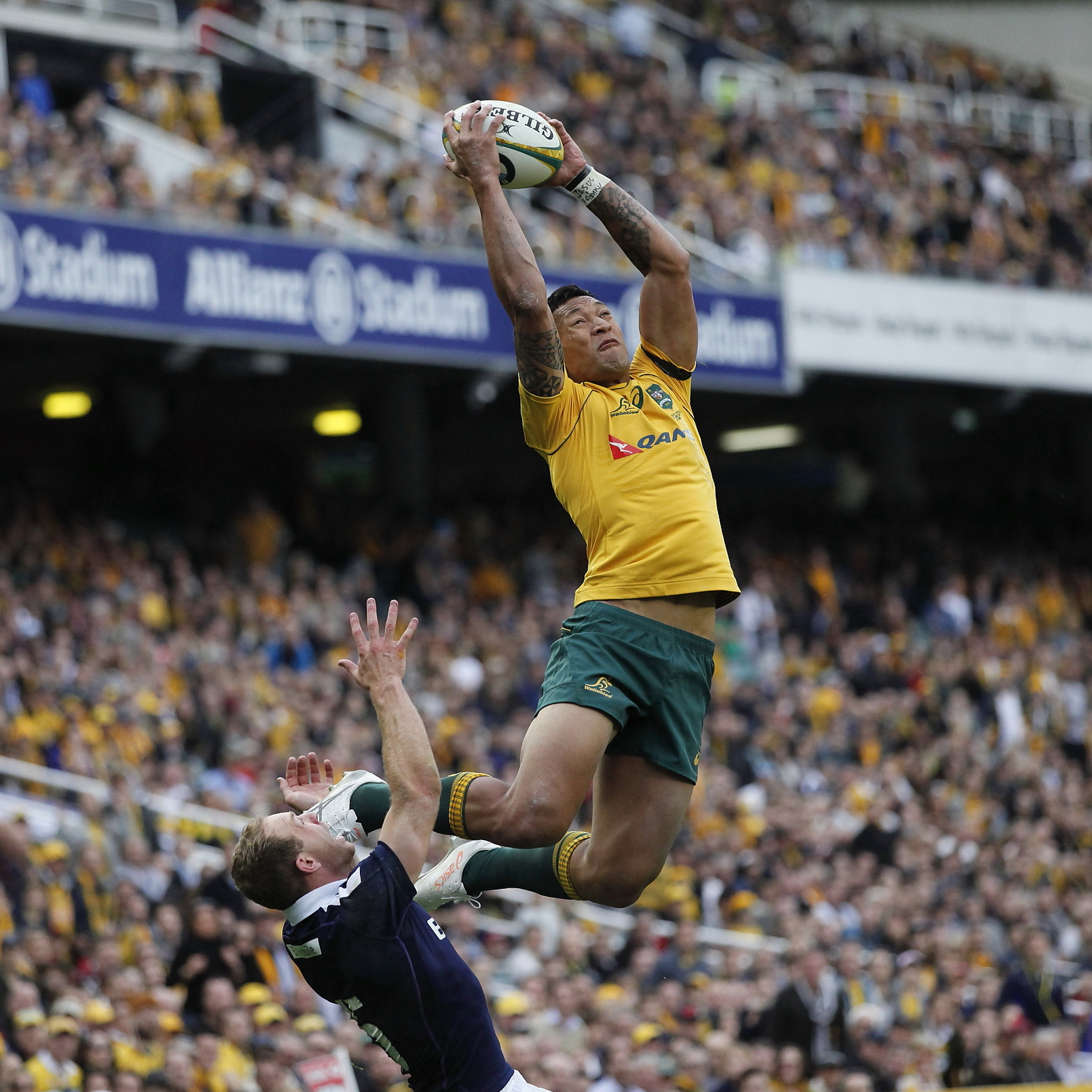
Folau łapiący piłkę w meczu ze Szkocją (2017)

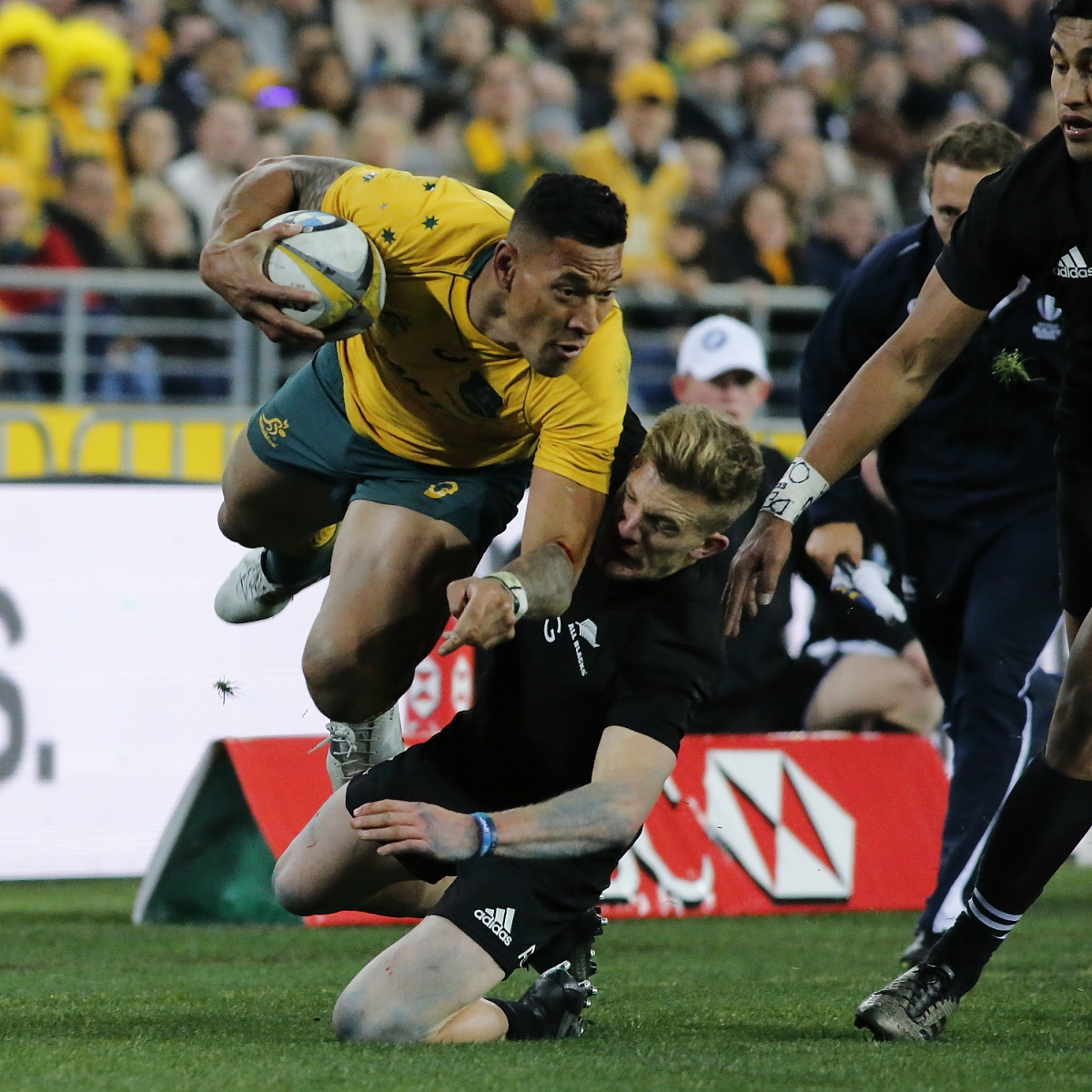
Folau w spotkaniu z Nową Zelandią (2017)

W zaistniałej sytuacji niemal pewnym było, że Folau zwiąże swą przyszłość z Parramatta Eels, mającym swą siedzibę w Sydney klubem NRL, który pomógł mu w rozwiązaniu kontraktu z Giants. Negocjacje wokół kontraktu zawodnika z klubem przeciągały się jednak wobec niechęci kierownictwa Eels do podwyższenia budżetu płacowego drużyny ponad wyznaczony limit. Kiedy ostatecznie Eels przedstawili Folau ofertę czteroletniego kontraktu wartego 3 miliony dolarów, został on odrzucony. Powszechne było przekonanie, że Izzy zaakceptował ofertę jednego z francuskich klubów rugby union, choć zainteresowanie pozyskaniem byłego gracza Broncos przejawiał także inny zespół NRL, South Sydney Rabbitohs. Jednak na początku grudnia ogłoszono, że Folau podpisał roczny kontrakt z New South Wales Waratahs, rozgrywającym swe mecze w lidze Super Rugby klubem „piętnastek”.
Pierwszy sezon po powrocie do rugby okazał się być bardzo udany dla debiutującego w union zawodnika. W 14 meczach zdobył 8 przyłożeń, co było drugim wynikiem w rozgrywkach (10 przyłożeń zdobył Frank Halai z ekipy Blues). Jednak zespołowo Tahs zajęli dopiero trzecią pozycję w australijskiej grupie Super Rugby i nie awansowali do fazy pucharowej.  Mimo wszystko Izzy otrzymał tytuł najlepszego australijskiego debiutanta w Super Rugby. 
W rugby piętnastoosobowym Folau został przekwalifikowany na obrońcę, jednak – jak wskazują obserwatorzy – nie jest zawodnikiem prezentującym typowe dla tej pozycji zachowania. Izzy częściej sam aktywnie uczestniczy w akcjach ofensywnych, przeprowadza rajdy z piłką, przełamuje szarże i zdobywa przyłożenia, niż kreuje grę poprzez kopy, czy też asysty przy akcjach punktowych (jak np. Israel Dagg z Nowej Zelandii). Folau spełnia zatem częściowo rolę dodatkowego skrzydłowego ustawianego na pozycji nr 15.
Wysoka forma byłego zawodnika league w czerwcu 2013 roku została nagrodzona powołaniem do reprezentacji Australii na serię trzech meczów z zespołem British and Irish Lions. W swoim debiucie w koszulce Wallabies zdobył dwa przyłożenia (podobnie jak w pierwszym meczu dla Kangaroos).
Jako że krótkoterminowy kontrakt z Waratahs upływał z końcem grudnia, jeszcze w pierwszej połowie roku 2013 pojawiło się zainteresowanie występami Folau w sezonie 2014. Starania o zakontraktowanie Folau podjął m.in. klub NRL Canterbury-Bankstown Bulldogs. Jednak ewentualny angaż reprezentanta Australii ze względów finansowych nie był nawet bliski realizacji. Ostatecznie obrońca, mając na uwadze również zaplanowany na 2015 rok Puchar Świata, przedłużył o dwa lata kontrakt z Tahs, podpisując również stosowną umowę z federacją Australian Rugby Union.
Trzykrotnie, w latach 2014, 2015 i 2017, otrzymał John Eales Medal – przyznawane przez samych zawodników wyróżnienie dla najlepszego reprezentanta Australii w danym sezonie.

## Kontrowersje

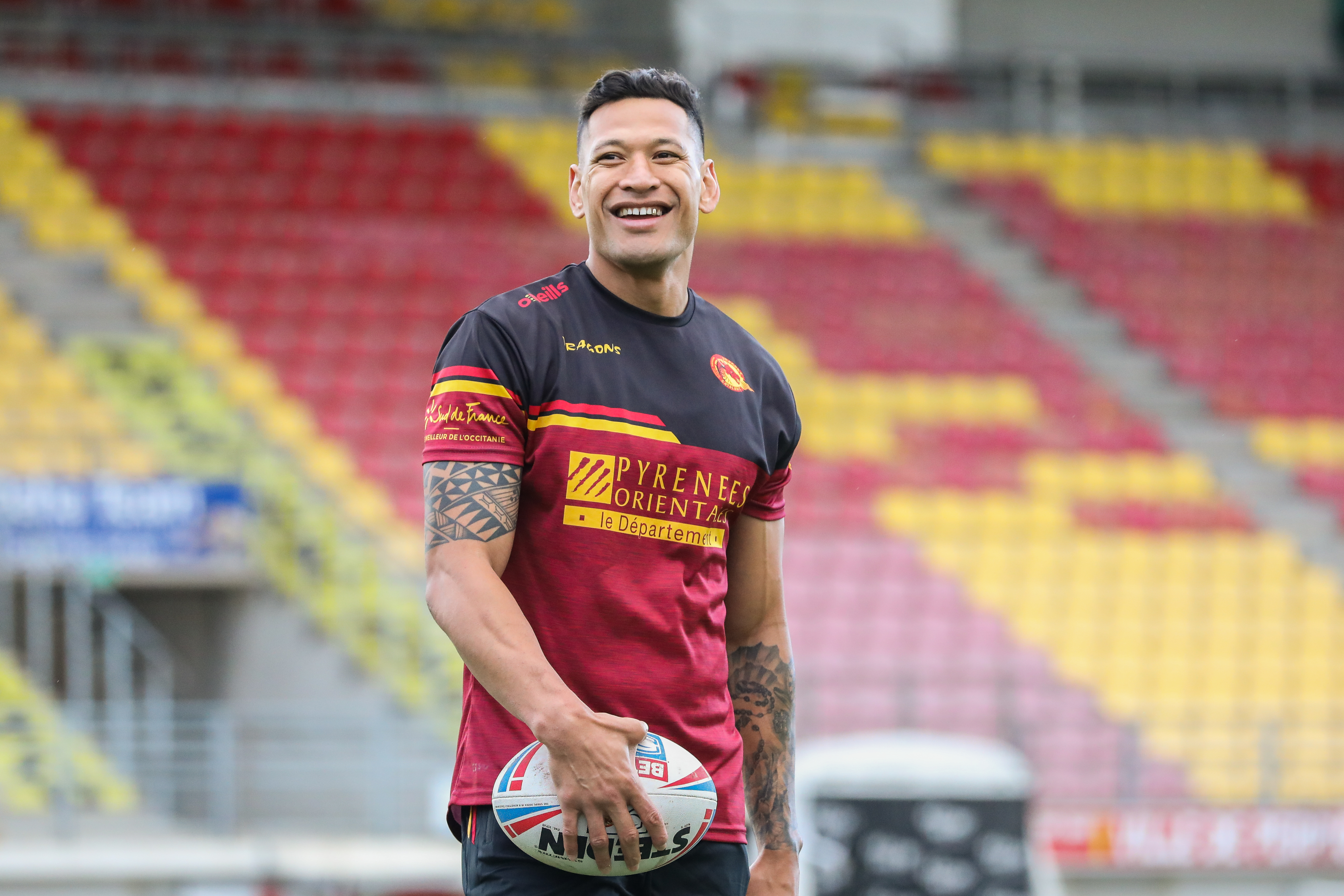
Israel Folau.

W 2017 roku opublikował na Instagramie post przeciwko małżeństwom homoseksualnym, w którym napisał: „UWAGA pijacy, homoseksualiści, cudzołożnicy, kłamcy, rozpustnicy, złodzieje, ateiści, bałwochwalcy. CZEKA WAS PIEKŁO. ODPOKUTUJCIE! TYLKO JEZUS WAS ZBAWI”. Kosztowało go to utratę kontraktu wartego 4 mln dolarów, umów sponsorskich, oraz miejsca w reprezentacji na kilka miesięcy przed pucharem świata. Chociaż Israel wychował się jako mormon, już w wieku dorosłym konwertował do największej zielonoświątkowej denominacji – Zborów Bożych.